# Isla Dean

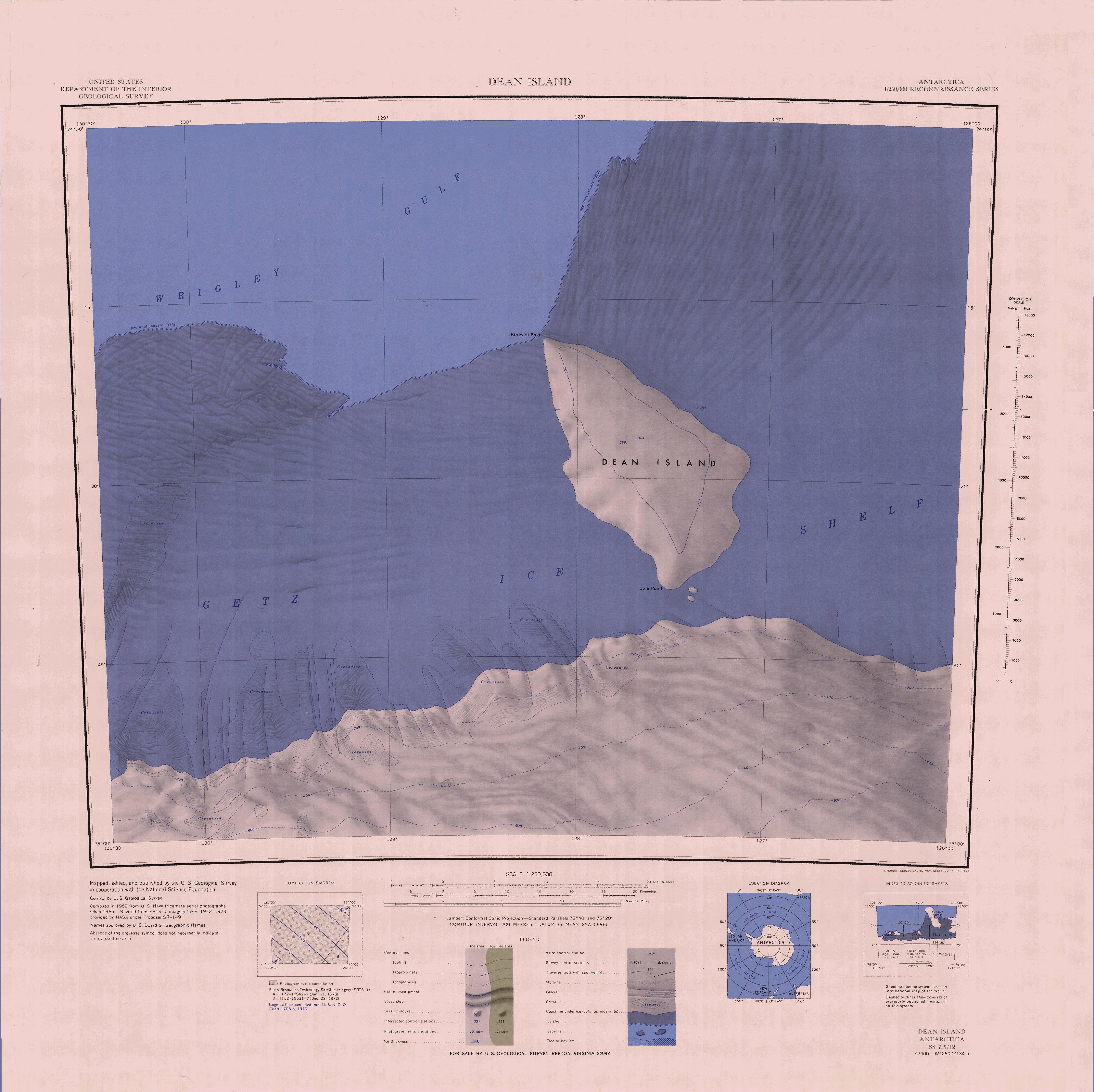
Mapa de la isla Dean.

La isla Dean es una isla antártica cubierta por el hielo. Tiene 37 km (20 millas náuticas) de largo y 19 km (10 millas náuticas) de ancho. Se encuentra próxima a la isla Grant y la isla Siple, en las costas de la Tierra de Marie Byrd, en la Antártida (74°42′S 127°05′O / -74.700, -127.083). La isla Dean no es reclamada por ningún país.
Fue avistada por primera vez por el navío estadounidense USS Glacier el 5 de febrero de 1962.
Fue bautizada con el nombre de su descubridor, el marinero S.L. Dean.